# Xanthocrambus
Xanthocrambus is een geslacht van vlinders van de familie grasmotten (Crambidae).

## Soorten
- X. argentarius (Staudinger, 1867)
- X. caducellus (Muller-Rutz, 1909)
- X. delicatellus (Zeller, 1863)
- X. ivovskyi Ivinskis, 1990
- X. lucellus (Herrich-Schäffer, 1848)
- X. saxonellus (Zincken, 1821)
- X. watsoni Błeszyński, 1960